# Южнорусский акающий диалект
Южнору́сский а́кающий диале́кт (также акающий диалект верхней и средней Оки и междуречья Оки и Сейма) — один из диалектов позднего древнерусского языка, сложившийся к XIII—XIV векам на великорусской территории наряду с новгородским, псковским, ростово-суздальским и смоленско-полоцким диалектами. Основной южнорусского акающего диалекта стали рязанские и черниговские говоры. Область формирования охватывала юго-восточные районы древнерусского языкового ареала: территорию Черниговского княжества с рано обособившимся от него Муромо-Рязанским княжеством. В говорах древнего южнорусского диалекта сформировалось аканье, которое распространялось (с востока на запад) в Смоленскую и Полоцкую земли и, позднее, в Псковскую землю и окрестности Москвы.
На территории распространения южнорусского акающего диалекта сложились современные диалекты русского языка и отчасти диалекты белорусского и украинского языков: в южной части территории распространения русских говоров раннего формирования — значительная часть говоров южнорусского наречия и на северо-восточной территории распространения украинского языка — часть ареалов левобережно-полесских и слобожанских говоров.
В XIII—XIV веках южнорусский акающий диалект отличался от остальных диалектов великорусской территории наличием аканья, исключительным распространением фрикативного согласного /ɣ/ и сохранением флексии /ê/; ряд явлений акающего диалекта объединял его со смоленско-полоцким, псковским и новгородским диалектами: наличие губно-губных согласных /w/, /w’/; отсутствие фонологизации отношения /е/ — /о/ с противопоставлением нелабиализованиость / лабиализованность; сочетание /ч’н/ в группе слов; сохранение флексии /’ejy/ в творительном падеже единственного числа женского рода; окончание -ого или -оүо прилагательных и местоимений мужского и среднего рода в форме родительного падежа единственного числа;
с ростово-суздальским и смоленско-полоцким диалектами сближало отсутствие нейтрализации по назальности / неназальности и отсутствие слов со вторым полногласием;
с новгородским диалектом — наличие семифонемного вокализма; с ростово-суздальским диалектом — различение аффрикат /ц’/ и /ч’/.
Согласно Г. А. Хабургаеву, ареал, в пределах которого сформировалось аканье, включал к XIII веку среднеокские говоры и южную часть говоров центральной диалектной зоны. Среднеокские говоры размещались вдоль среднего течения Оки — на территории Рязанского и Муромского княжеств, они имели южно-восточнославянское происхождение и характеризовались соответственно распространением фонемы /ɣ/ и, вероятно, аканья. Генетически разнородные говоры центральной зоны были распространены на территории Полоцкого, Смоленского и Черниговского княжеств. Для них были характерны наличие /ɣ/, противопоставление /ц’/ и /ч’/, пятифонемный вокализм, сложившийся в результате перехода /ê/ > /e/, и аканье.

## История

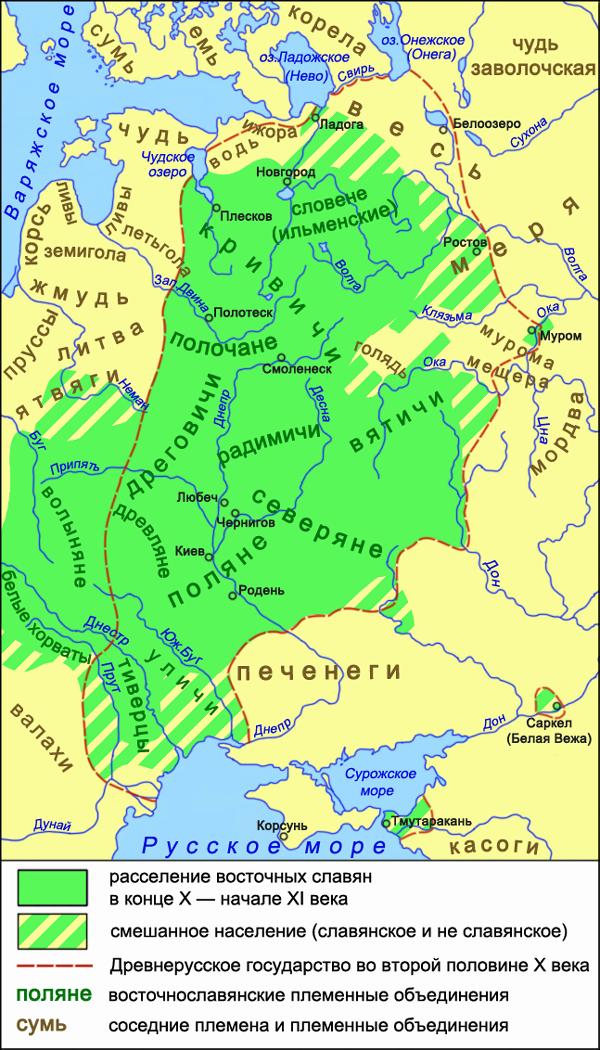
Вятичи, радимичи и северяне на карте расселения восточных славян
в конце X — начале XI века

Область распространения южнорусского акающего диалекта была заселена в процессе миграций славян во второй половине I тысячелетия н. э. восточнославянскими племенами вятичей (в верхнем и среднем течении Оки и в верховьях Дона), радимичей (в землях к западу от вятичей) и северян (по рекам Десна, Сейм и Сула). С возникновением Древнерусского государства деление восточных славян по принадлежности к племени сменяется закреплением восточнославянского населения за территориальными единицами — землями и княжествами. Вследствие того, что границы земель и княжеств не совпадали с племенными границами, возникало перераспределение диалектных особенностей и формировалось иное диалектное членение древнерусского языка. В связи с этим древнерусские диалекты, устанавливаемые по памятникам письменности, не являются непосредственным продолжением древних племенных восточнославянских диалектов (изоглоссы диалектов вятичей, кривичей, северян и других племён «в значительной степени перекрыты позднейшими языковыми процессами, диалектами более поздней формации»).
Слабые политические и экономические связи между разными частями Древнерусского государства вели к обособлению русского населения на разных территориях и как следствие этого — приводили к возникновению местных языковых особенностей и распространению их, как правило, только в пределах того или иного древнерусского княжества. Некоторые из таких языковых черт существовали уже к XI веку. Распад Киевской Руси и начавшаяся затем феодальная раздробленность русских земель способствовали усилению диалектных различий в древнерусском языке. Среди таких важнейших центров формирования древнерусских диалектов того времени, как Новгородская и Псковская земли, Ростово-Суздальская земля, Смоленское, Полоцкое и Галицко-Волынское княжества, выделялось также Черниговское княжество.

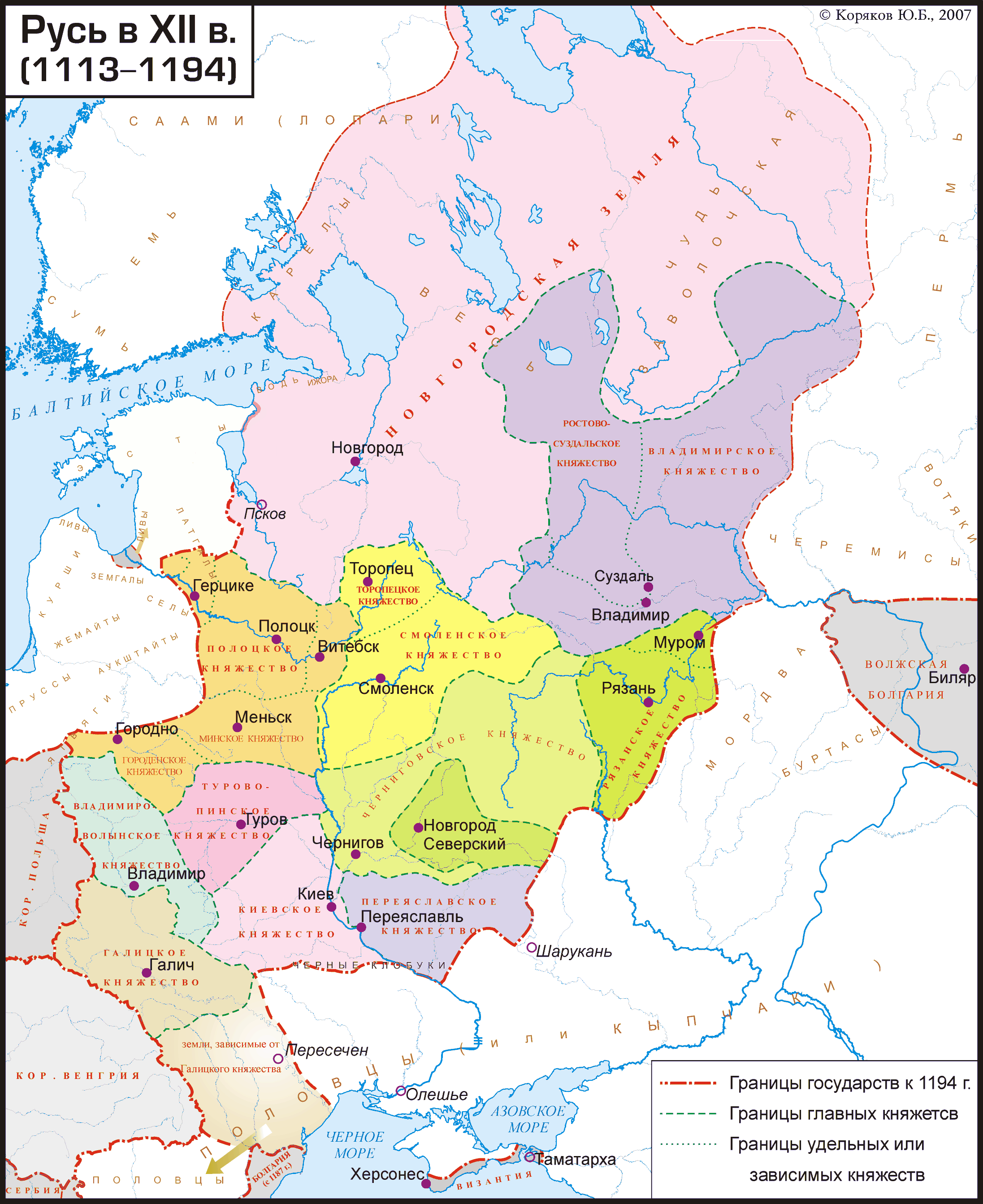
Черниговское, Новгород-Северское и Муромо-Рязанское княжества в XII веке

Территория черниговских земель размещалась к югу от Ростово-Суздальского и Смоленского княжеств, к северу от Переяславского княжества и к западу от Киевского княжества, охватывало территорию по течению Десны, за исключением её верховьев, по течению Сейма и по течению верхней Оки. На западе Черниговская земля переходила за Днепр. На юго-востоке она примыкала к лесостепной части «половецкого» поля. Рано обособилась от Черниговского княжества (в конце XI века) Муромо-Рязанская земля, размещённая к юго-востоку от Ростово-Суздальского княжества. Муромо-Рязанская земля занимала территорию от города Муром на востоке до впадения реки Осётр в Оку — на западе, в её состав вошли низовья Москвы-реки (в районе Коломны), малозаселённые районы Мещёры, а также обширные районы к югу от Оки. Юго-восточная граница Муромо-Рязанской земли в середине XII века проходила по верховьям Дона и Воронежа до Кадома к месту слияния Цны и Мокши. Ядро княжества находилось между Проней, Осетром и Окой. В ряде районов под властью муромо-рязанских князей оказались финно-угорские племена — мордва, мурома и мещёра.
Ко второй половине XII — первой половине XIII веков можно говорить о формировании на территории Черниговского и выделившихся из него Муромо-Рязанского и Новгород-Северского княжеств основных черт южнорусского акающего диалекта. В частности, к XII—XIII векам на этой территории складывается такая фонетическая черта, как аканье. Данная инновация в XV веке распространилась в западном и северном направлениях в ареал смоленских и полоцких говоров, в XV—XVI веках — в ареал псковских говоров и с XVI века — в ареал московских говоров. Первоначальный диссимилятивный тип аканья на новых территориях изменяется на недиссимилятивный тип. В настоящее время аканье является важнейшей характеристикой белорусских диалектов, южнорусского наречия и южных среднерусских говоров, аканье стало нормой в белорусском и русском литературных языках. Среди остальных черт древнего южнорусского диалекта выделяются: наличие гласных /ê/ и /ô/, согласного /ɣ/ фрикативного образования, губно-губного согласного /w/, различение аффрикат /ц’/ и /ч’/. Время формирования согласного /ɣ/, относится, вероятнее всего, к эпохе позднего общеславянского языка, с территории наиболее раннего распространения (бассейн верхней и нижней Оки, среднее Поднепровье — земли полян, северян, вятичей) употребление /ɣ/ с XIV века охватило территорию Смоленской и Полоцкой земель. Сравнительно рано в пределах южнорусского акающего диалекта начинают обособляться рязанские говоры, в которых распространяется, в частности, такая ростово-суздальская инновация, как развитие губно-зубных согласных /в/, /в’/, чередующихся с /ф/, /ф’/ в конце слога и слова.
С XVI века на территории акающего диалекта начинают формироваться говоры южнорусского наречия. Центром языковых новообразований становится Рязанское княжество, в котором развивается целый ряд местных языковых явлений, часть из которых распространяется к западу и к северу от рязанской земли, формируя круг диалектных черт юго-восточной диалектной зоны. Кроме того, языковые явления рязанского происхождения имели значение и для образования южного наречия в целом. Тульские говоры рано попадают под влияние говоров Москвы — в них распространяются черты ростово-суздальского происхождения. Курско-орловские говоры оказались в сфере влияния русских говоров Великого княжества Литовского, в их ареале распространились западнорусские инновации и сохранились архаизмы, которые в рязанских говорах сменились местными новообразованиями. Постепенное включение южнорусских земель в состав Московского государства приводит к усилению влияния южнорусских диалектных черт на московские говоры и формирующееся московское койне, в результате чего целый ряд южнорусских черт был закреплён в литературной норме русского языка.

## Диалектные различия XI — начала XII веков
В период XI — начала XII веков, когда процесс утраты носовых гласных и вторичного смягчения согласных был завершён, но процесс падения редуцированных ещё не начался, в древнерусском языковом ареале уже отмечались некоторые диалектные различия. Прежде всего, это были явления из области фонетики. Согласно данным, установленным по материалам древнерусской письменности и на основе исторической интерпретации современных изоглосс, в юго-восточных древнерусских говорах (рязанских и черниговских) в указанную эпоху не фиксировалось каких-либо специфических диалектных явлений, неизвестных другим говорам древнерусского языка. Все явления юго-восточного ареала имели широкое распространение и в других древнерусских диалектных ареалах, граничащих с Черниговской и Рязянской землями:
- наличие губно-губной согласной /w/, известной всем остальным древнерусским диалектам, исключая ростово-суздальский, в котором была распространена губно-зубная согласная /в/;
- фрикативное образование звонкой заднеязычной согласной /ɣ/, отмечаемое также в остальных говорах южного восточнославянского ареала — в галицко-волынском, киевском и смоленско-полоцком диалектах; в северных восточнославянских диалектах (в ростово-суздальском, новгородском и псковском) отмечалось употребление взрывной /г/ (в новгородском и псковском диалектах по говорам возможны были как /г/, так и /ɣ/);
- различение аффрикат /ц’/ и /ч’/, распространённое по всему черниговско-рязанскому ареалу, исключая некоторые северные рязанские говоры, для которых было характерно наличие одной аффрикаты /ц’’/, в ростово-суздальском, киевском и галицко-волынском диалектах аффрикаты также различались, в новгородских, псковских и смоленско-полоцких говорах обе аффрикаты совпадали в /ц’’/;
- различение мягких шипящих и свистящих /с’/—/ш’/, /з’/—/ж’/, характерное для всех древнерусских диалектов за исключением псковского диалекта, в котором шипящие и свистящие не различались (им соответствовали согласные /с’’/, /з’’/);
- наличие согласной /л/ на месте праславянских сочетаний *tl, *dl, как и в большинстве остальных древнерусских диалектов, противопоставленное сочетаниям /кл/, /гл/ в псковском диалекте.

## Диалектная характеристика XII—XIV веков
Со второй половины XII века в диалектах древнерусского языка начинают формироваться более ощутимые различия, связанные с процессом падения редуцированных и его результатами. Эти различия развиваются на протяжении XIII—XIV веков и приводят к значительному обособлению северо-востока древнерусского языкового ареала от юго-запада.
На юго-западной территории распространения древнерусского языка развивается удлинение гласных [о] и [е] в новых закрытых слогах с последующей их дифтонгизацией (носъ > нōс > ну͡ос, печь > пēч’ > пи͡еч), на северо-востоке, в том числе и в южном акающем диалекте, на месте гласного [ō] под новым акутом возникает фонема /ô/ (кôт, вôля).
Также на северо-востоке развиваются гласные [о] и [е] из [ы˘] и [й] (из [ы] и [и] «напряжённых») в сильной позиции. Сочетания [ръ], [рь], [лъ], [ль] во всех позициях изменяются в северо-восточных древнерусских диалектах в [ро], [ре], [ло], [ле].
К концу древнерусского периода в акающем диалекте сложилась система ударного вокализма из семи сильных гласных фонем, которая сочеталась с трёхчленной системой слабых гласных фонем безударных слогов. Гласные первого предударного слога были связаны диссимилятивными отношениями по подъёму с ударными гласными. Эта система вокализма совмещалась с системой консонантизма с ослабленной категорией парных твёрдых / мягких согласных фонем.
К XIII—XIV векам в южнорусском акающем диалекте складываются как собственные местные языковые черты, так и языковые черты, объединяющие акающий диалект со всеми или с той или иной частью древнерусских диалектов северо-запада (новгородских и псковских), северо-востока (ростово-суздальского) и запада (смоленско-полоцкого). По своей коммуникативной функции акающий диалект был в указанный период близок к языку.

### Фонологические различия
- слабое развитие системы согласных фонем, парных по твёрдости / мягкости, как и в большинстве остальных древнерусских диалектов (в псковском, смоленско-полоцком, менее ослабленной данная категория была в новгородском диалекте), в отличие от последовательного развития системы согласных фонем, парных по твёрдости / мягкости в ростово-суздальском диалекте;
- наличие фонемы /ɣ/ при распространении только /г/ в ростово-суздальском диалекте и фонем /г/ и /ү/ по говорам в новгородском, псковском и смоленско-полоцком диалектах;
- наличие фонем /w/, /w’/, как и в большинстве остальных древнерусских диалектов, противопоставленных фонемам /в/, /в’/ в ростово-суздальском диалекте;
- различение аффрикат /ц’/ и /ч’/, как и в ростово-суздальском диалекте, для смоленско-полоцкого, новгородского и псковского диалектов было характерно совпадение аффрикат в одной фонеме /ц’’/;
- отсутствие нейтрализации по назальности / неназальности, характерное также для ростово-суздальского и смоленско-полоцкого диалектов, противопоставлялось возможности нейтрализации по назальности / неназальности в диалектах северо-запада;
- отсутствие фонологизации отношения /е/ — /о/ с противопоставлением нелабиализованность / лабиализованность или её большая ограниченность, как и во всех диалектах, кроме ростово-суздальского с наличием фонологизации отношения /е/ — /о/;
- семифонемный вокализм, как и в новгородско-псковском диалекте, в отличие от пятифонемного в псковских акающих и смоленско-полоцких говорах, переходное состояние системы вокализма от семифонемной к пятифонемной отмечалось в ростово-суздальском диалекте;
- наличие шипящих и свистящих фонем /с’/—/ш’/, /з’/—/ж’/, как и в ростово-суздальских и новгородских говорах, противопоставленных фонемам /с’’/, /з’’/, в псковском и смоленско-полоцком диалектах;
- распространение аканья, как и в смоленско-полоцком диалекте и в псковском диалекте (с XV века), при различении безударных гласных в ростово-суздальском и новгородском диалектах.

### Лексико-фонологические различия
- наличие фонемы /л/ в соответствии с праславянскими *tl, *dl в группе слов, как и в остальных древнерусских диалектах, противопоставленное сочетаниям /кл/, /гл/ в псковском;
- сочетание /ч’н/ в группе слов, как и в остальных древнерусских диалектах, в отличие от сочетания /ш’н/ в ростово-суздальском диалекте;
- отсутствие слов со вторым полногласием или наличие изолированных слов с таким сочетанием, данное явление было характерно также для ростово-суздальских и смоленско-полоцких говоров, противопоставлено развитию явления второго полногласия в новгородском и псковском диалектах;

### Морфолого-фонологические различия
- сохранение флексии /’ejy/ в творительном падеже единственного числа женского рода, как и в большинстве остальных древнерусских диалектов, при изменении её в /’оjу/ в ростово-суздальском диалекте;
- сохранение гласной /ê/ во флексиях, в ростово-суздальском диалекте также сохранялась фонема /ê/ наряду с появлением на её месте фонемы /е/ во время начавшегося процесса перехода /ê/ > /е/, в смоленско-полоцком диалекте отмечалось наличие во флексиях фонемы /е/, а в новгородском и псковском диалектах была широко распространена фонема /и/ на месте /ê/;
- наличие окончания -ого или -оүо у прилагательных и местоимений мужского и среднего рода в форме родительного падежа единственного числа, как и во всех остальных древнерусских диалектах, противопоставленное окончанию -ово в тех же формах в ростово-суздальском диалекте.